# Festival Ljubljana

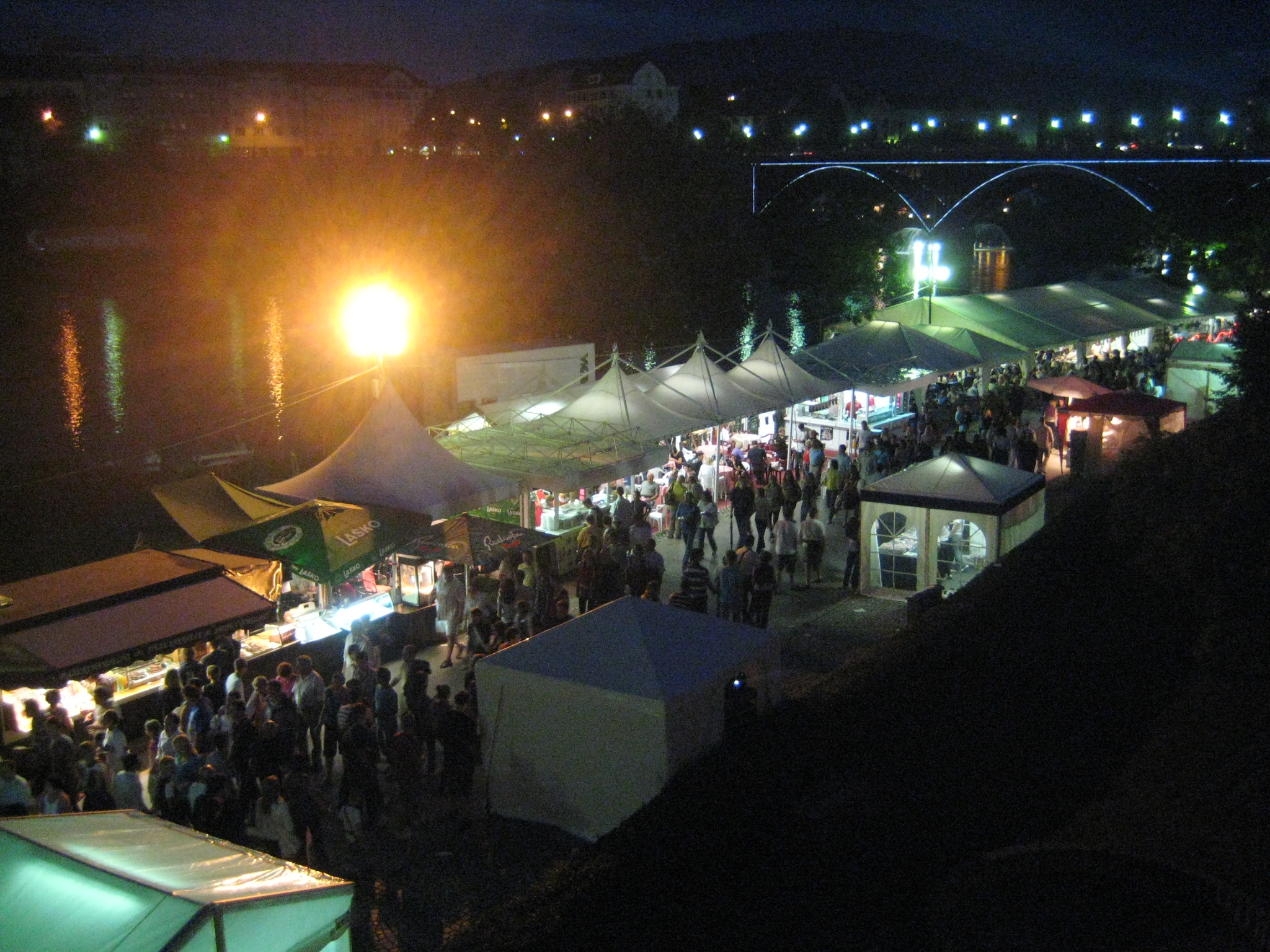
Festival Ljubljana 2020

Festival Ljubljana ist der Name des größten internationalen interkulturellen Open-Air-Festival in Slowenien. Begründet im Jahr 1953, findet es jährlich im Juni in Ljubljana, der Hauptstadt Sloweniens statt.
Das Ljubljana Festival ist ein internationales Festival, das eine Vielzahl von Musik-, Theater- und Tanzaufführungen führender internationaler und einheimischer Künstler bietet. Zwischen 70 und 80 Veranstaltungen reichen von Konzerten mit Klassik, Ethno-, Rock- und Jazzmusik bis hin zu Opern-, Theater- und Ballettaufführungen.
Es findet von Ende Juni bis Ende September statt und ist das wichtigste Sommerfestival in Ljubljana. Seit einigen Jahren gibt es im Februar auch eine kleine „Winterausgabe“ des Festivals.

## Geschichte
Die Wurzeln des Ljubljana-Festivals reichen bis ins Jahr 1952 zurück, als der Tourismusverband von Ljubljana die erste Touristenwoche organisierte, gefolgt vom ersten Ljubljana-Festival im Jahr 1953. Seitdem hat das Festival eine Reihe kultureller, wirtschaftlicher, folkloristischer und touristischer Veranstaltungen präsentiert und Sportveranstaltungen.
Ab 1953 fanden in Ljubljana weiterhin Sommerfestivals statt, die die Bühnen der Hauptstadt mit Auftritten in- und ausländischer Musiker, Schauspieler, Tänzer und bildender Künstler belebten, darunter Orchester wie die Wiener Philharmoniker, das Israel Philharmonic Orchestra, das Mariinski-Theater von Sankt Petersburg und München Philharmonisches Orchester, La Scala Philharmonic, Staatliches Akademisches Bolschoi-Theater Russlands, Royal Philharmonic Orchestra aus London, La Scala Philharmonic Orchestra, Béjart Ballet Lausanne, Staatliches Akademisches Balletttheater St. Petersburg von Boris Eifman; Dirigenten wie Valery Gergiev, Daniel Harding, Zubin Mehta, Ennio Morricone, Riccardo Muti, Charles Dutoit, Fabio Luisi, Mstislav Rostropovich, En Shao; Solisten wie Anna Netrebko, Jonas Kaufmann, Riccardo Zanellato, Yuri Bashmet, Denis Macujev, Yehudi Menuhin, Julian Rachlin, Vadim Repin, Alexander Rudin, Mojca Zlobko, Dubravka Tomšič; Gesangssolisten wie Paata Burchuladze, Joseph Calleja, Jose Carreras, Marjana Fink, Marjana Lipovšek, Ramón Vargas und mehr.